# Kalix östra

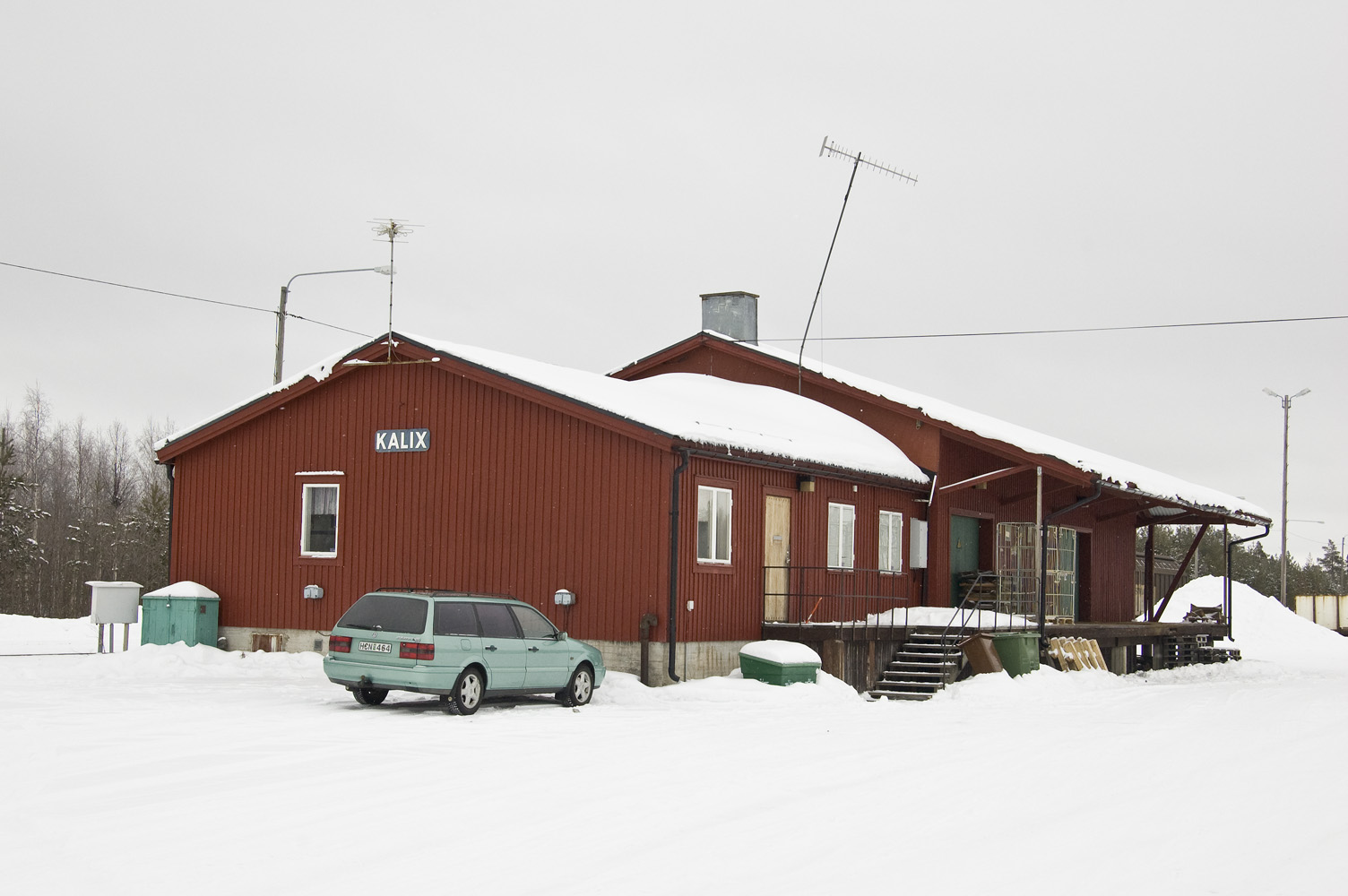
Vid Kalix godsbangård i mars 2008. Byggnaden revs år 2018.

Kalix Östra är en driftplats i Kalix vid Haparandabanan sedan 1961 cirka två kilometer från Kalix resecentrum. Driftplatsen har tidigare haft en stationsbyggnad vars funktion mer var som ett godsmagasin eftersom den ursprungliga banan enbart var avsedd för gods och inte för persontrafik. Byggnaden revs år 2018 men som driftplats finns den fortfarande kvar, och i mars 2021 ändrades driftplatsnamnet från Kalix till Kalix östra.